# 라스트 홀리데이
《라스트 홀리데이》(영어: Last Holiday)는 2006년에 개봉한 웨인 왕 감독의 로맨틱 코미디 드라마 영화이다.

## 줄거리
조지아는 뉴올리언스 백화점 주방 용품 판매원으로 일하고 있지만 실은 요리사가 꿈이다. 어느 날 조지아는 짝사랑 상대인 동료 숀과 대화를 나누던 중 머리를 부딪힌다. 백화점 진료소에서 CT를 찍자 희귀 신경 질환에서 유발된 뇌종양이 있는 것으로 판명된다. 하필 조지아가 가입된 보험은 이 수술비를 보장하지 않는다. 거액의 수술비를 감당할 수 없는 조지아는 4주 시한부 삶을 살게 된다. 낙담한 조지아는 퇴사를 감행하고, 전 재산을 현금화하여 그동안 하고 싶었던 모든 일들을 하기로 결심한다.

## 출연진
- 퀸 라티파 - 조지아 버드 역
- LL 쿨 J - 숀 윌리엄스 역
- 티머시 허턴 - 매슈 크레이건 역
- 잔카를로 에스포시토 - 딜링스 상원 의원 역
- 얼리샤 윗 - 앨리슨 번스 씨 역
- 제라르 드파르디외 - 셰프 디디에 역
- 제인 애덤스 - 로셸 역
- 수전 켈러먼 - 건서 씨 역
- 마이클 누리 - 스튜어트 하원 의원 역
- 자샤 워싱턴 - 데리어스 역
- 맷 로스 - 어데이미언 씨 역
- 스모키 로빈슨 - 본인 역

## 기타 제작진
- 총괄 제작: 스티브 스타키